# Tratado Esguerra-Bárcenas
El Tratado Esguerra-Bárcenas, también conocido como Tratado Bárcenas Meneses-Esguerra o Tratado de 1928, es un acto oficial y público bilateral realizado entre la República de Colombia y la República de Nicaragua sobre cuestiones territoriales entre los dos países, específicamente sobre la soberanía de la costa de Mosquitos y las islas del archipiélago de San Andrés, Providencia y Santa Catalina. 
En el tratado, quedaron excluidos los cayos Quitasueño, Roncador y Serrana por estar en esa época en litigio entre Colombia y Estados Unidos. 
La firma del tratado fue realizada el 24 de marzo de 1928 en la ciudad de Managua, firmando como representante de Nicaragua José Bárcenas Meneses, subsecretario de relaciones exteriores, y como representante de Colombia Domingo Esguerra, enviado extraordinario y ministro plenipotenciario para el caso. 
El tratado fue ratificado por ambas repúblicas, en la misma ciudad, mediante el «Protocolo de 1930».

## Contexto
Durante el periodo de conquistas españolas en América, el nuevo Imperio estableció divisiones coloniales sobre las nuevas posesiones que fueron cambiando de acuerdo a circunstancias históricas en los siglos siguientes. El territorio que comprende el Archipiélago de San Andrés, Providencia y Santa Catalina fue parte de la Capitanía General de Guatemala desde 1544. El territorio del archipiélago no fue del interés inicial de los españoles, lo cual abrió un espacio ideal para el refugio de colonos británicos, ingleses y escoceses, quienes se establecieron en la isla a partir de 1629. España reaccionó al crecimiento de dichos asentamientos a partir de 1641 cuando atacó fuertemente la isla de Providencia, lo que ocasionó que los colonos se dispersaran y muchos se asentaran en la Costa de Mosquitos. Con la intención de "españolizar" las islas, el Virrey Caballero y Góngora designó en 1775 al Teniente Tomás O'Neill, un canario de padres irlandeses con el fin de expulsar a la población de habla inglesa. Muchos salieron, pero un gran número solicitó permiso para residir bajo las condiciones que planteara España. 
La Cédula Real del 20 de noviembre de 1803 firmada por el mismo Virrey de la Nueva Granada, José Antonio Caballero y Góngora, resolvía que el Archipiélago de San Andrés, así como la Costa de Mosquitos entre el cabo Gracias a Dios y el río Chagres quedara segregada de la Capitanía General de Guatemala y dependiera del Virreinato del Nuevo Reino de Granada. La segregación no implicaba la no pertenencia a la Capitanía General de Guatemala, sino un mecanismo que le permitiera a España, defender y asegurar su pertenencia territorial de la amenaza británica. 
Con el advenimiento de las luchas de las colonias hispanoamericanas por su independencia, Colombia aseguró la soberanía de las islas cuando éstas se suscribieron a la Constitución de 1821 en junio de 1821. Por su parte, las Provincias Unidas de América Central aseguraron su presencia en la Costa de Mosquitos y protestaron ante la Gran Colombia por su presencia en las islas, ante lo cual Colombia estableció sus derechos no sólo sobre estas, sino sobre la Costa de Mosquitos en virtud de la Cédula Real de 1803. La disputa cesó con la disolución de las Provincias Unidas y la creación de la República de Nicaragua.

## Intereses de los países
Nicaragua debía ratificar la soberanía sobre la Costa de Mosquitos, la cual había sido cedida en la Cédula Real de 1803 al Virreinato de la Nueva Granada y por ende era reclamada por Colombia como sucesora independiente de esa colonia. Por otro lado, debía asegurar su posesión marítima en el mar Caribe. Por su parte, Colombia debía defender la legitimidad de su posesión soberana sobre el archipiélago de San Andrés, Providencia y Santa Catalina, cedidas en la misma Cédula de 1803 y confirmada con la adhesión de los cantones de San Andrés y Providencia a la Constitución de Cúcuta de 1822.

## Contenido del Tratado
El Tratado de 1928 tiene dos artículos:
- Primer artículo: En el cual Colombia reconoce la soberanía de Nicaragua sobre la Costa de Mosquitos que va desde el cabo Gracias a Dios al río San Juan. Además la soberanía de las islas Mangle Grande y Mangle Chico. Por su parte, Nicaragua reconoce la soberanía de Colombia sobre el archipiélago de San Andrés con todo lo que este comprende. El artículo determina expresamente:

"No se consideran incluidos en este tratado los cayos Roncador, Quitasueño y Serrana; el dominio de los cuales está en litigio entre Colombia y los Estados Unidos de América."

- Segundo artículo: En el cual se dice que la validez del Tratado sería puesta a consideración de los Congresos de ambos países. La comprobación histórica de que los dos Congresos aprobaron el Tratado se da por la celebración del Protocolo de 1930 en Managua.

## Protocolo de 1930
Tal como establecía el Tratado de 1928, para que este entrara en vigor legal debía ser aprobado por los congresos de los dos países y acto seguido se debía celebrar un acto protocolario ratificatorio sea en Managua o en Bogotá. El acto ratificatorio se celebró el 5 de mayo de 1930 en Managua y este es conocido históricamente como "Protocolo de 1930" o "Acta de canje de ratificaciones".
El documento tiene un artículo único y fue celebrado entre Manuel Esguerra, enviado extraordinario y ministro plenipotenciario de Colombia para el caso y Julián Irias, ministro de relaciones exteriores de Nicaragua. En el acta se establece:
1. Se ratifica el Tratado de 1928 celebrado entre ambos países.
2. Se da por terminada lo que el documento llama "la cuestión pendiente entre ambas Repúblicas, sobre el archipiélago de San Andrés y Providencia y la Mosquitia Nicaragüense".
3. Se concluye que la celebración del Tratado está en debida forma.
4. Que el Archipiélago de San Andrés y Providencia no se extiende al occidente del meridiano 82 de Greenwich.

## Interpretaciones

### Por Colombia
A finales de la década de los 60 del siglo XX y según este tratado, Colombia define al meridiano 82 como 'frontera marítima'. Basándose en que si el Archipiélago no puede extenderse hacia el occidente del meridiano 82, se debe considerar que es allí donde reside la limitación fronteriza, sosteniendo así que se trata de un tratado de límites.

### Por Nicaragua
Desde el mismo momento de conocerse las pretensiones colombianas, el gobierno de Nicaragua protestó de inmediato mediante una Comunicación oficial de su Cancillería. 
El 4 de febrero de 1980, la Junta de Gobierno de Reconstrucción Nacional desconoce dicho tratado mediante una declaratoria de nulidad ante el cuerpo diplomático acreditado en Managua. Nicaragua alegó que el Tratado era nulo sobre la base de que este se firmó en una época en la cual Nicaragua era ocupada por Estados Unidos. Además, siempre sostuvo que el Tratado no fijaba límites y conforme al derecho internacional moderno (Derecho del mar) reclamó sus derechos de exclusividad marítima.

## Ante la Corte
Nicaragua siempre rechazó que el meridiano 82 fuese límite de la frontera marítima con Colombia en el Mar Caribe, aduciendo que el Tratado no era un tratado de límites.
La anulación del Tratado por parte de Nicaragua fue considerado por Colombia como un acto unilateral y por ende violatorio a la legislación internacional. 
En 1998 el presidente Arnoldo Alemán renunció a un acuerdo bilateral con Colombia y el 6 de diciembre de 2001 el país centroamericano demandó el caso ante la Corte Internacional de Justicia de La Haya.

### Demandas de Nicaragua
Nicaragua interpuso las siguientes conclusiones:
- Que el Archipiélago de San Andrés está localizado sobre la plataforma continental nicaragüense.

Por lo tanto, reclamó la soberanía de Nicaragua sobre el Archipiélago de San Andrés. 
- Que Nicaragua no tenía independencia política entre 1916 y 1979.
- Que el Tratado violó la Constitución Política de Nicaragua al celebrar tratados que violaban la soberanía nacional.
- Que la Real Cédula de 1803 era de carácter privativo y no administrativo para efectos territoriales.

### Objeciones de Colombia
A estas declaraciones, Colombia hizo las siguientes objeciones:
Antes de la consolidación de Nicaragua como Estado en 1838, Colombia ya ejercía soberanía sobre el Archipiélago, por lo tanto, Nicaragua nunca ha ejercido soberanía sobre el mismo. La posesión del Archipiélago por parte de Colombia no ha sido producto de un despojo, invasión o ningún acto arbitrario. Se advierte además que con la anulación del Tratado, Colombia podría incluso reclamar la Costa de Mosquitos, o sea, la costa nicaragüense del Caribe que fue cedida por Colombia en el mismo Tratado, pero también podría reclamar mucho más territorio que la Costa de Mosquitos.
Otros documentos testimonian la soberanía colombiana sobre el Archipiélago como el uti possidetis iure de 1810 en el cual el Pacificador Pablo Morillo aplica el bloqueo contra todos los puertos colombianos y entre ellos incluye a San Andrés como a la Costa de Mosquitos. Por su parte, el Libertador Simón Bolívar expulsó en 1818 a Luis Aury del Archipiélago que lo había ocupado a nombre de las Provincias Unidas del Río de la Plata y Chile. En 1822 los habitantes de la isla se acogieron de manera voluntaria a la Constitución de Cúcuta declarándose así ciudadanos colombianos. En 1824 el vicepresidente de Colombia, Francisco de Paula Santander, emitió un decreto que prohibía a cualquier empresa colonizar la Costa de Mosquitos que en esos momentos le pertenecía a Colombia y se basaba en la Cédula de 1803.
Con el Tratado Gual-Molina de 1825 Colombia y la República Federal de Centro América ratificaron el uti possidetis iure de 1810 en el cual ratificaron los límites tal y como estaban cuando se dieron las causas independentistas. Más adelante, en 1900, Costa Rica reconoció la Cédula de 1803 al momento de la definición de los límites en cuanto toca a las islas.

## Fallo de la Corte sobre las objeciones preliminares
El 6 de diciembre de 2001 Nicaragua presentó ante la Corte Internacional de Justicia de La Haya la demanda oficial por la soberanía del Archipiélago de San Andrés y Providencia, confirmando que desconoce la validez y nulidad del Tratado y que por lo tanto la CIJ tiene jurisdicción para dirimir en el caso sobre las islas y la delimitación de áreas marinas y submarinas de Nicaragua sobre la Convención de Derecho del Mar. En 2003 Colombia presenta a la CIJ las objeciones preliminares en las cuales confirma la validez del Tratado de 1928 y todos los demás títulos que garantizan judicialmente su soberanía sobre el Archipiélago y sobre los límites hasta el meridiano 82 de Greenwich. Colombia concluye que la CIJ no tiene jurisdicción para dirimir en un caso que está definido desde 1928 y que no existe un diferendo entre los dos países, sino que se trata de una reclamación de Nicaragua.
La Corte de La Haya emitió un fallo el 13 de diciembre de 2007 sobre las objeciones preliminares de Colombia a las reclamaciones de Nicaragua y en el cual se destaca:
La cuestión de la soberanía de las tres islas de San Andrés (San Andrés, Providencia y Santa Catalina) quedó zanjada para la Corte de La Haya en el Artículo 1 del Tratado Bárcenas Meneses-Esguerra de 1928; por tanto, la Corte no es competente. Mas, en cuanto a la cuestión de la extensión y composición del resto del archipiélago de San Andrés, la Corte determinó en el párrafo 97 que el texto del Artículo 1 del Tratado de 1928 no respondía a la cuestión de saber cuales eran, fuera de las tres islas antes mencionadas, las formaciones marítimas que siendo parte del archipiélago San Andrés caían bajo la soberanía de Colombia. Por tanto, concluyó que no podía aceptar la excepción preliminar sobre esta cuestión (la Corte es competente). 
Y en cuanto a la cuestión de la soberanía sobre los cayos Roncador, Quitasueño y Serrana, la Corte precisó en el párrafo 104 que el sentido del Artículo 1 del Tratado de 1928 era claro: no se aplicaba a esas tres formaciones marítimas en cuestión y la Corte es competente. 
Finalmente, en cuanto a la competencia de la Corte para considerar la cuestión de la delimitación marítima, la Corte desestimó en el párrafo 120 la pretensión de Colombia de que el Protocolo de 1930 efectuaba una delimitación marítima entre los dos países, concluyendo en el párrafo 120 que ni el Tratado de 1928 ni el Protocolo de 1930 habían efectuado una delimitación marítima entre los espacios marítimos de Colombia y Nicaragua. Por tanto, la Corte es competente para resolver este asunto y, por lo mismo, tampoco aceptaba en este punto la primera excepción preliminar. 
Previamente, en el párrafo 115 la Corte precisó que el Protocolo de 1930 apuntaba más bien a fijar en el meridiano 82 el límite occidental del archipiélago de San Andrés.
Con base en lo anterior, la Corte decidió respecto a la "primera cuestión preliminar" que: 
a) por trece votos contra cuatro, aceptaba la excepción de incompetencia en cuanto se refería a la soberanía de las islas San Andrés, Providencia y Santa Catalina; 
b) por unanimidad, rechazaba la excepción de incompetencia en lo relativo a las otras formaciones marítimas en litigio entre las Partes: 
c) por unanimidad rechazaba la excepción de incompetencia en lo que se refiere a la delimitación marítima entre las Partes.